# Axel Bierbaum
Axel Bierbaum Dietz (ur. 2 października 1953 w Hamburgu) – niemiecki trener piłkarski i przygotowania fizycznego.
Bierbaum pochodzi z niemieckiego Hamburga, jednak w późniejszym czasie wyemigrował do Meksyku, gdzie spędził restę swojego życia. W połowie marca 1990 zastąpił Mario Velarde na stanowisku trenera zespołu Cruz Azul z siedzibą w stołecznym mieście Meksyk, który poprowadził do końca sezonu 1989/1990, jednak notował z nim słabe wyniki; w ośmiu spotkaniach zanotował bilans jednego zwycięstwa, trzech remisów i czterech porażek. W sierpniu i wrześniu 1993 bez większych sukcesów pełnił funkcję trenera ekipy Puebla FC, odnosząc z nią zwycięstwo, dwa remisy i porażkę w czterech meczach, po czym opuścił drużynę i został zastąpiony przez Alfredo Tenę. 
W późniejszym czasie został uznanym trenerem przygotowania fizycznego i pracował w tej roli w sztabach szkoleniowych kilku drużyn meksykańskich: Cruz Azul (1998–2000), Monarcas Morelia (2000–2002), Puebla FC (2002), Cruz Azul (2003), Puebla FC (2003), Jaguares de Chiapas (2004–2006), Club América (2006–2007), Monarcas Morelia (2008–2010), Club América (2010–2011), Deportivo Toluca (2012–2013), Puebla FC (2013) oraz Cruz Azul (2014–2015). Współpracował z wieloma trenerami, głównie z Luisem Fernando Teną, ale także z Gustavo Vargasem, Mario Carrillo, José Luisem Trejo, Antonio Mohamedem, Fernando Quirarte, Manuelem Lapuente, Carlosem Reinoso i Enrique Mezą.